# Assif n’Tidili
Der Assif n’Tidili (Zentralatlas-Tamazight ⴰⵙⵉⴼ ⵏ ⵜⵉⴷⵉⵍⵉ Asif n Tidili) ist ein nur in den Winter- und Frühjahrsmonaten wasserführender Fluss im südlichen Marokko. Sein Unterlauf ist auch bekannt unter den Namen Idermi bzw. Oued Ouarzazate. Er ist neben dem Dades der wichtigste Quellfluss des Oued Draa, des längsten Flusses Marokkos.

## Verlauf
Das Tal des Assif n’Tidili nimmt seinen Ursprung auf der Südseite der marokkanischen Hauptwasserscheide im Hohen Atlas in einem Hochtal an der Westflanke des 3912 m hohen Jbel Taska n’Zat in etwa 3500 m Höhe und führt mit allgemeiner Ostsüdostrichtung hinab zur Einmündung in den Stausee El Mansour Eddahbi östlich von Ouarzazate, der seit 1972 die Vereinigung des Flusses mit dem Dades zum Wadi Draa ersetzt. Von dem Ort Idermi an, der am Zusammenfluss mit dem Assif Iriri liegt, beginnt der Mittellauf des Assif n’Tidili, von dem ab für ca. 56,6 km bis zur Mündung in den Stausee die Verwendung verschiedener anderer Namen belegt ist. Neben Idermi und Oued Ouarzazate kommen auch Assif Iriri und Assif n’ Imini in Frage. Im Vergleich mit den beiden letztgenannten, die auch Quellflüsse in diesem Flusssystem darstellen, ist der Assif n’Tidili nach dem Assif Iriri mit 10 km Abstand derjenige mit der zweitlängsten Fließstrecke bis zur Mündung.

## Hydrometrie
Die Abflussmenge des Oued Ouarzazate wurde an der Station Amane N’Tini, bei einem großen Teil des Einzugsgebietes, über die Jahre 1982 bis 1997 in m³/s gemessen (Werte aus Diagramm abgelesen).

## Zuflüsse
Der Assif n’Tidili sammelt fächerförmig von Südwesten bis Nordwesten eine Reihe namhafter Zuflüsse. Im Südwesten beginnend wäre zuerst der Ait Douchene zu nennen, der aus dem Gebiet der Zenaga kommend, früher in den Unterlauf mündete und sich seit 1972 direkt in den Stausee ergießt. Der nächste im Uhrzeigersinn folgende und zugleich wichtigste und längste Zufluss ist bei Tal-Kilometer 56,2 von Südwesten der Assif Iriri, etwa 38 km westlich von Ouarzazate. Dann fügt sich, von Nordwesten kommend, der Oberlauf des Assif n’Tidili in den Fächer ein. Bei Tal-Kilometer 76,6 folgen sodann, von den Pässen am Hauptkamm des Hohen Atlas im Norden kommend, der Assif n’Imini (vom Tizi n’Tichka kommend), und bei Tal-Kilometer 84,1 mündet der Assif Mellah (vom Tizi n’Telouet kommend), vereint mit dem Assif Ounila (vom Bergsee
Tamda Anghomer kommend).

## Verkehr
In der wüstenhaften Bergwelt der Südabdachung des Atlasgebirges bietet der Assif n’Tidili zwar Platz für eine Reihe von Flussoasen, ist jedoch zu unwegsam für den durchgehenden Straßenverkehr. Die Nationalstraßen N9 und N10 begleiten den Flusslauf in etlicher Entfernung nördlich desselben.